# Pallacanestro Cantù 1965-1966
Questa voce raccoglie le informazioni riguardanti la Pallacanestro Cantù nelle competizioni ufficiali della stagione 1965-1966.

## Stagione
La stagione 1965-1966 della Pallacanestro Cantù tornata ad essere sponsorizzata Oransoda, è la 11ª nel massimo campionato italiano di pallacanestro, tornatosi a chiamare Serie A.
Per la nuova stagione la Federazione annunciò la riapertura agli stranieri, limitandone uno per squadra e la Pallacanestro Cantù ingaggiò Guillermo Riofrio, centro della nazionale argentina. Inoltre Gianni Corsolini convinse Arnaldo Taurisano ad allenare a Cantù, perché deciso a smettere di allenare a breve, in questo modo Taurisano ricoprì il ruolo di assistente per poi prendere il posto di Corsolini.
Nel mese di febbraio venne dato l'annuncio dell'ingaggio dell'allenatore Borislav Stanković per la stagione seguente.

## Roster
- Giancarlo Sarti
- Alfredo Barlucchi
- / Alberto De Simone
- / Carlos D'Aquila
- Antonio Frigerio
- Claudio Galbiati
- Alberto Merlati
- Carlo Recalcati
- Guillermo Riofrio
- Angelo Rovati
- Meroni

Allenatore:  Gianni Corsolini

## Mercato
| Acquisti | Acquisti          | Acquisti | Acquisti   |
| R.       | Nome              | da       | Modalità   |
| -------- | ----------------- | -------- | ---------- |
| ALL      | Arnaldo Taurisano |          | definitivo |
| C        | Guillermo Riofrio |          | definitivo |
| P        | Carlos D'Aquila   |          | definitivo |
| C        | Alberto Merlati   |          | definitivo |

| Cessioni | Cessioni        | Cessioni | Cessioni       |
| R.       | Nome            | a        | Modalità       |
| -------- | --------------- | -------- | -------------- |
| G        | Enrico De Carli |          | fine contratto |
|          | Gianni Zagatti  |          | fine contratto |